# Mediastan
Mediastan é um documentário sobre o vazamento de documentos diplomáticos dos EUA, dirigido por Johannes Wahlström e produzido por Julian Assange, Rebecca O'Brien e Lauren Dark. Lançado em 11 de outubro de 2013 opondo-se a O Quinto Poder, que é descrito por Assange como sendo uma propaganda de ataque contra o Wikileaks. 
Em Mediastan, uma equipe secreta de jornalistas percorre através da Ásia Central as repúblicas do Cazaquistão, Quirguistão, Tajiquistão, Uzbequistão e as áreas ocupadas pelo exército americano no Afeganistão. Julian explica a produção do documentário "A Ásia Central é a região geopolítica mais fascinante do mundo. É o creme na camada geopolítica da torta. No topo a Rússia, ao fundo a China, e no meio uma luta pela influência dos EUA."